# 马马杜·苏马雷
马马杜·苏马雷（英语：Mohamadou Sumareh）（1994年9月20日—），是出生于冈比亚马拉加（冈比亚），马来西亚籍职业足球运动员。现效力于马来西亚足球超级联赛球队柔佛DT，同时也是马来西亚首位无血缘的归化足球员。

## 早年
苏马雷出生于冈比亚马加拉（Fajara），在15岁那一年就跟随家人搬到班珠尔，并在隔年被Steve Bico F.C发掘，加入该队青训队，在同年因表现亮眼而被升至一线队，开始足球职业生涯。

## 经历
2013年苏马雷移民至马来西亚，获得居留权。在5年后，2018年因已经符合国际足联5年居留权的归化资格，苏马雷决定向马来西亚政府申请永久公民权。苏马雷在2018年4月宣布获得马来西亚公民权，并表示有意愿代表马来西亚国家足球队，因苏马雷之前没代表任何国家参加国际比赛，所以苏马雷也是符合国际足联的归化条件。

## 球会生涯

### 皇家警察
2013年苏马雷和家人移民至马来西亚，在同年1月正式加入马首联赛的皇家警察。在2013年苏马雷首次代表皇家警察上场，隔年成功拿下马首联赛冠军，升级至马超联赛。在2015年马超联赛皇家警察联赛成绩取得第6名，保级成功。但赛季结束后苏马雷不被续约。

### 玻璃市
结束效力进3年之久的皇家警察后，苏马雷很快的就找到了下家俱乐部，2016年1月正式加入马首联赛玻璃市，2016年2月15正式代表玻璃市首发。但玻璃市在联赛表现中规中矩，无法取得升级资格，不到一年苏马雷就和俱乐部解约。

### 彭亨
2017年1月彭亨宣布苏马雷正式转会加入该队，由于苏马雷早就和玻璃市解约，所以苏马雷以自由身转会加入彭亨。2017年1月27日苏马雷代表球队首发，在球队取得的首个进球为2017年1月27日对垒T-Team。在同年随着队伍取得联赛亚军好成绩，并打进2017马来西亚足总杯总决赛，虽然帮助球会打进一球，但任然2比3惜败给吉打。2018年联赛只取得9胜7平6负的战绩，34分联赛排名第4，比起上季亚军40分，成绩有所退步。但同年彭亨再度打进马来西亚足总杯总决赛，并成功以2比0打败雪兰莪获得冠军。这也是苏马雷来马以来获得马来西亚足总官方顶级冠军。

### 泰路警察
苏马雷于2020年9月2日宣布正式离开彭亨转会至泰超联赛俱乐部泰路警察，这消息转出震惊大马足坛。据彭亨官方说明苏马雷并未与球队高层提出转会就擅自离队，并且说明他缺席了八月份彭亨的训练，并没有说明缺席的原因。转会事件出现后，彭亨领队拿督苏菲安阿旺与部分彭亨球迷批评苏马雷不负责任、不专业等，而因转会事件可能让他的马来西亚国家队生涯受影响。

### 柔佛DT
苏马雷在2020年9月2日宣布加入泰路警察，获得4个月的短暂合同，在合约到期后苏马雷并没有与泰路警察续约并返回马来西亚，让外界猜测他将会在2021年回归马来西亚超级足球联赛。2021年2月9日柔佛DT官方宣布签下苏马雷。

## 国家队生涯
苏马雷在2018年4月宣布获得马来西亚公民权后，马来西亚足总表示愿意让符合资格的无血缘归化球员代表马来西亚，在2018年9月马来西亚足总宣布苏马雷已通过国际足联的归化审核，即日起苏马雷便可以代表马来西亚打比赛。同年10月马来西亚国家足球队教练宣布苏马雷入选10月份友谊赛的大名单，成为1960年来首位无马来西亚血缘的国家队代表。苏马雷在10月12日在马来西亚对垒斯里兰卡上替补上场，并打进首个国际生涯进球。同年11月苏马雷入选2018年东南亚足球锦标赛23人大名单，并和国家队拿下亚军。至此之后苏马雷一直是马来西亚国家队的常客兼主力。

## 荣誉

### 联赛与杯赛
皇家警察
- 马来西亚首要足球联赛2014冠军

彭亨
- 马来西亚足球超级联赛2017亚军
- 马来西亚足球超级联赛2019亚军
- 马来西亚足总杯2017亚军
- 马来西亚足总杯2018冠军

### 国家队
- 东南亚足球锦标赛2018亚军

### 个人荣誉
- 东南亚足球锦标赛2018年最佳11人
- 马来西亚足球超级联赛2019年最佳中锋